# Ataquines
Ataquines es un municipio y localidad española de la provincia de Valladolid, en la comunidad autónoma de Castilla y León. Cuenta con una población de 573 habitantes (INE 2024).

## Geografía
El municipio de Ataquines está situado en el sur de la provincia de Valladolid, en la meseta Norte, cerca del límite con las provincias de Ávila y Segovia. 
| Noroeste: San Vicente del Palacio | Norte: Ramiro                 | Noreste: Olmedo                       |
| Oeste: Lomoviejo                  |                               | Este: Almenara de Adaja, Puras        |
| Suroeste: Salvador de Zapardiel   | Sur: San Pablo de la Moraleja | Sureste: Montejo de Arévalo (Segovia) |

Se trata de un terreno llano, sólo alterado por algunas colinas de escaso relieve en la parte oeste del término municipal. Entre ellas destaca una («Ataquín Alto») en la que está instalada un vértice geodésico del IGN situado a 842,053 m sobre el nivel medio del mar. La localidad se encuentra a una altitud de 800 m s. n. m. El punto más bajo de Ataquines correspondería a los aproximadamente 750 metros de altitud a los que abandona el río Adaja el noreste del término municipal.

### Clima
De acuerdo a los datos de la tabla a continuación y a los criterios de clasificación climática de Köppen modificada, el clima de Ataquines se puede clasificar como mediterráneo de tipo Csa (templado con verano seco y caluroso) en la transición a un clima semiárido Bsk (estepa fría).
| Parámetros climáticos promedio de Ataquines en el periodo 1961-2003 | Parámetros climáticos promedio de Ataquines en el periodo 1961-2003 | Parámetros climáticos promedio de Ataquines en el periodo 1961-2003 | Parámetros climáticos promedio de Ataquines en el periodo 1961-2003 | Parámetros climáticos promedio de Ataquines en el periodo 1961-2003 | Parámetros climáticos promedio de Ataquines en el periodo 1961-2003 | Parámetros climáticos promedio de Ataquines en el periodo 1961-2003 | Parámetros climáticos promedio de Ataquines en el periodo 1961-2003 | Parámetros climáticos promedio de Ataquines en el periodo 1961-2003 | Parámetros climáticos promedio de Ataquines en el periodo 1961-2003 | Parámetros climáticos promedio de Ataquines en el periodo 1961-2003 | Parámetros climáticos promedio de Ataquines en el periodo 1961-2003 | Parámetros climáticos promedio de Ataquines en el periodo 1961-2003 | Parámetros climáticos promedio de Ataquines en el periodo 1961-2003 |
| Mes | Ene.                                                                | Feb.                                                                | Mar.                                                                | Abr.                                                                | May.                                                                | Jun.                                                                | Jul.                                                                | Ago.                                                                | Sep.                                                                | Oct.                                                                | Nov.                                                                | Dic.                                                                | Anual                                                               |
| --- | ------------------------------------------------------------------- | ------------------------------------------------------------------- | ------------------------------------------------------------------- | ------------------------------------------------------------------- | ------------------------------------------------------------------- | ------------------------------------------------------------------- | ------------------------------------------------------------------- | ------------------------------------------------------------------- | ------------------------------------------------------------------- | ------------------------------------------------------------------- | ------------------------------------------------------------------- | ------------------------------------------------------------------- | ------------------------------------------------------------------- |
| Temp. media (°C) | 3.70                                                                | 5.80                                                                | 8.30                                                                | 9.90                                                                | 14.10                                                               | 19.10                                                               | 22.40                                                               | 22.00                                                               | 18.60                                                               | 13.00                                                               | 7.80                                                                | 4.70                                                                | 12.40                                                               |
| Precipitación total (mm) | 39.6                                                                | 29.6                                                                | 25.9                                                                | 43.2                                                                | 44.4                                                                | 34.5                                                                | 18.9                                                                | 10.1                                                                | 30.2                                                                | 39.9                                                                | 45.6                                                                | 35.7                                                                | 397.5                                                               |
| Fuente: Ministerio de Agricultura, Alimentación y Medio Ambiente. Datos de precipitación para el periodo 1961-2003 y de temperatura para el periodo 1970-2003 en Ataquines. 3 de octubre de 2012 |                                                                     |                                                                     |                                                                     |                                                                     |                                                                     |                                                                     |                                                                     |                                                                     |                                                                     |                                                                     |                                                                     |                                                                     |                                                                     |

## Historia
El nombre de este pueblo vallisoletano tiene su origen en varias leyendas. Según la primera de ellas, recibió su denominación a causa de unos montículos llamados 'ataquines'. Sin embargo, la leyenda que despierta más interés entre los visitantes del municipio trata de que, en uno de los viajes de la reina Isabel la Católica, de Medina del Campo a Arévalo, pasando por esta noble villa, se le desató el cordón de seda de uno de sus zapatos. En ese momento ordenó a su doncella, llamada Inés, que se lo atara, exclamando: «Ata aquí, Inés». Después de estas dos anécdotas, el rango de villa no le fue concedido al pueblo hasta 1633, con el reinado de Felipe IV.
La iglesia de San Juan Bautista es el edificio más conocido y de gran importancia que se encuentra en el pueblo. Construida en el siglo XVII, el material empleado en su construcción es el ladrillo, y queda levantada en el mismo lugar en el que había construida una fortaleza tiempo atrás. Los habitantes del pueblo denominan a la conocida iglesia 'el castillo'.
El 19 de febrero de 1900 el pueblo sufrió un extraordinario incendió que arrasó 320 casas. Este se originó en la estufa de la escuela que existía en el mismo edificio del Ayuntamiento y, debido al fuerte viento, se propagó rápidamente por toda la población.

## Geografía humana

### Demografía
Cuenta con una población de 573 habitantes (INE 2024).
| Gráfica de evolución demográfica de Ataquines entre 1842 y 2021                                                       |
| |
| Población de derecho según los censos de población del INE. Población de hecho según los censos de población del INE. |

### Economía

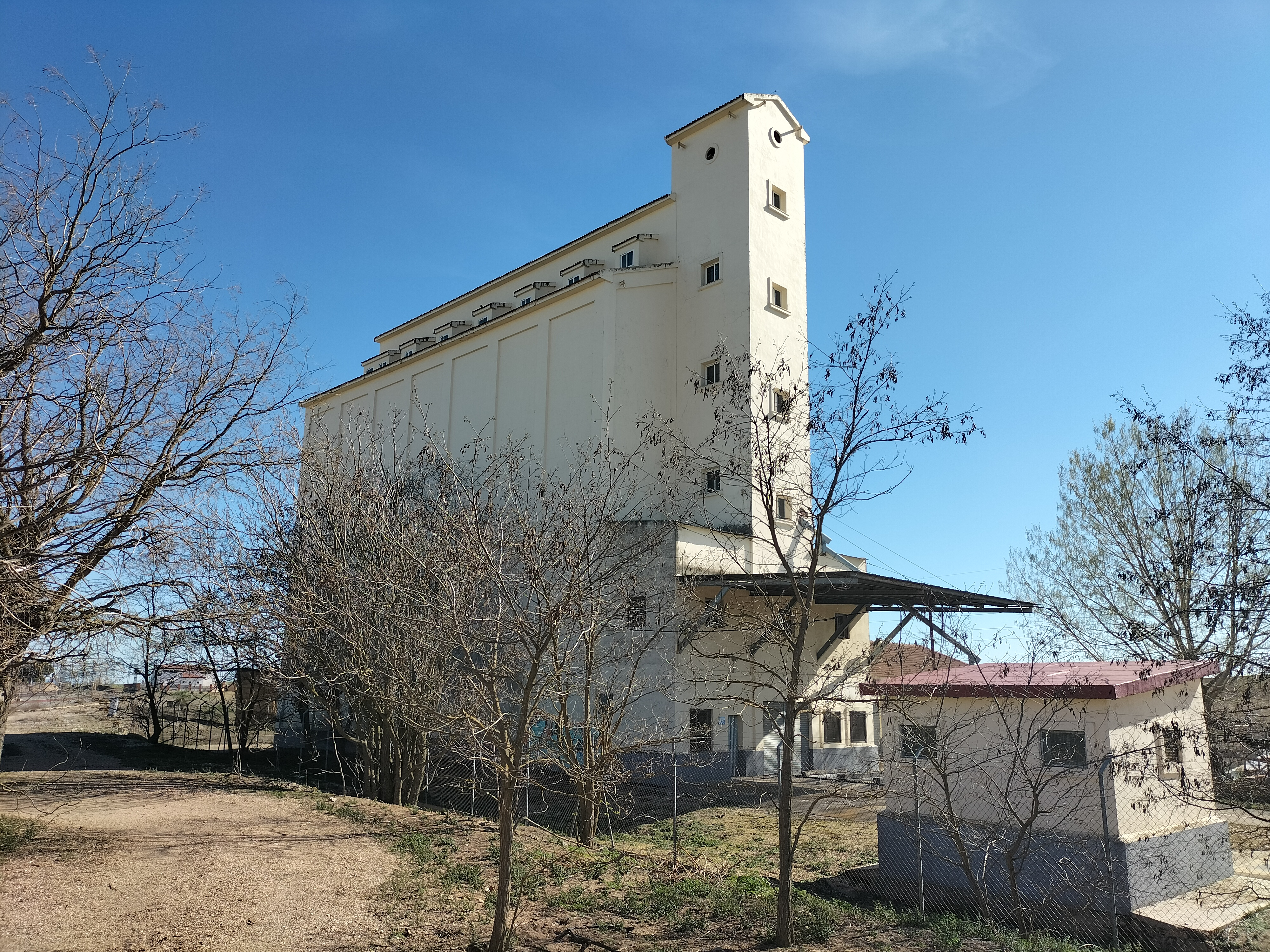
Silo de Ataquines

#### Evolución de la deuda viva
El concepto de deuda viva contempla sólo las deudas con cajas y bancos relativas a créditos financieros, valores de renta fija y préstamos o créditos transferidos a terceros, excluyéndose, por tanto, la deuda comercial.
| Gráfica de evolución de la deuda viva del ayuntamiento entre 2008 y 2014                             |
| |
| Deuda viva del ayuntamiento en miles de Euros según datos del Ministerio de Hacienda y Ad. Públicas. |

La deuda viva municipal por habitante en 2014 asciende a 146,53 €.

## Mapas

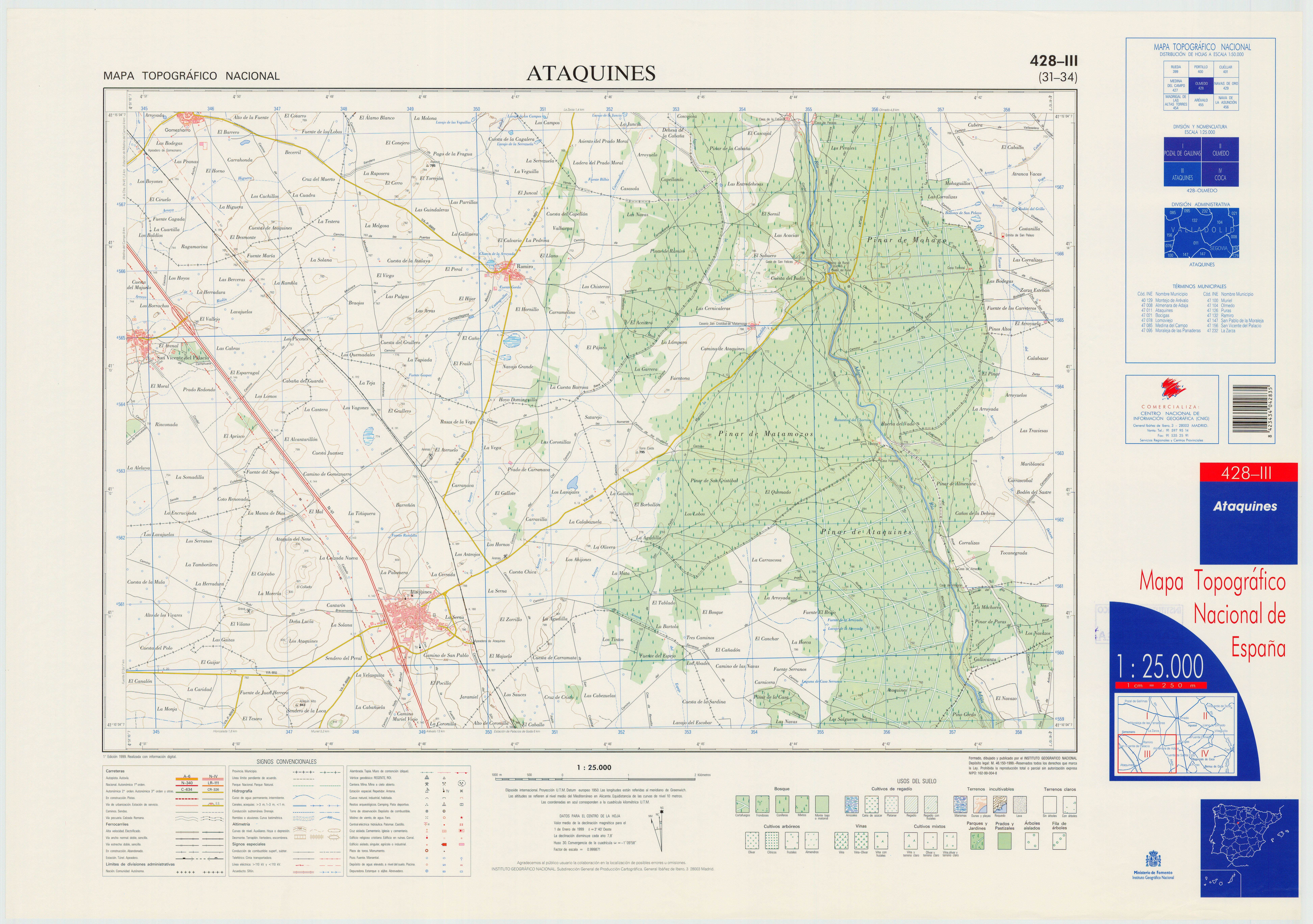
Mapa Topográfico del año 1999
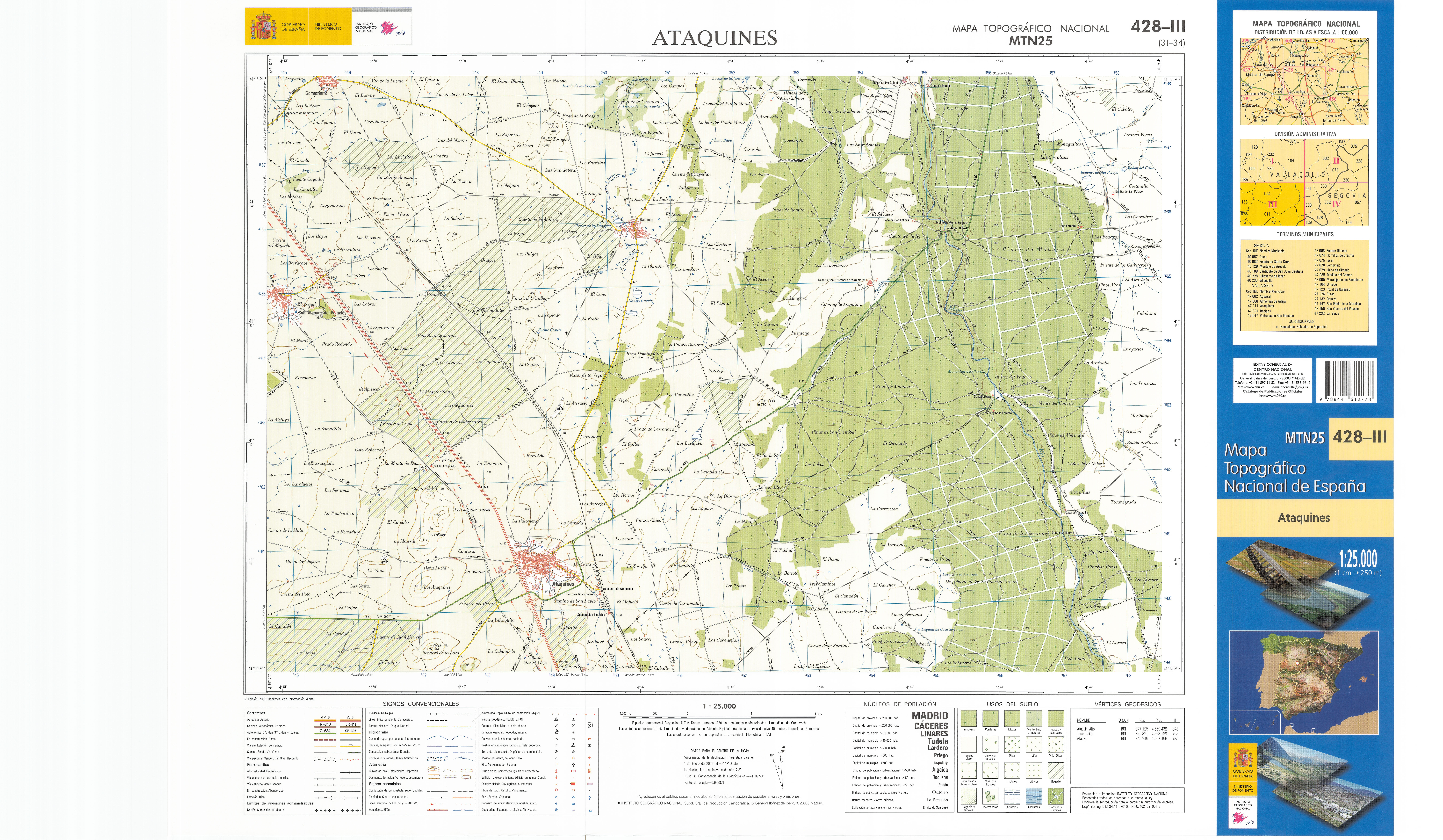
Mapa Topográfico del año 2009